# Haydn Gwynne
Haydn Gwynne (Hurstpierpoint, 5 oktober 1957 – Londen, 20 oktober 2023) was een Engelse actrice, het meest bekend door haar rollen in Drop the Dead Donkey (die haar een nominatie voor een BAFTA Award opleverde), Peak Practice en als Superintendent Susan Blake in Merseybeat.
Voordat zij actrice werd had zij een academische loopbaan, zij doceerde Engels aan de Universiteit van Rome. Dat had invloed op haar eerste rol als Dr Robyn Penrose in het BBC-drama Nice Work (1989) van David Lodge.
Zij trad op voor tv en radio en in het theater. Zij speelde in Billy Elliot the Musical, zowel in het Victoria Palace Theatre in Londen als op Broadway in New York. In 2005 speelde ze Julius Caesars vrouw Calpurnia in de televisieserie Rome. Ook vervulde ze gastrollen in de misdaadseries Father Brown, Lewis, Dalziel and Pascoe en Midsomer Murders.
Gwynne overleed op 20 oktober 2023 in een ziekenhuis in Londen aan de gevolgen van kanker.